# Grundet (Eckerö, Åland)
Grundet är ett skär i Åland (Finland). Det ligger i Skärgårdshavet eller Bottenhavet och i kommunen Eckerö i landskapet Åland, i den sydvästra delen av landet. Ön ligger omkring 33 kilometer nordväst om Mariehamn och omkring 290 kilometer väster om Helsingfors.
Öns area är 1,2 hektar och dess största längd är 140 meter i sydväst-nordöstlig riktning. Trakten är glest befolkad. Närmaste större samhälle är Finström, 19,0 km öster om Grundet.